# Дзёляюнко
Дзёляюнко (устар. Дзоля-Юнко) — река в Шурышкарском районе Ямало-Ненецкого АО России. Устье реки находится в 2 км от устья реки Ыджыдъюнко по левому берегу. Длина реки составляет 12 км.

## Данные водного реестра
По данным государственного водного реестра России относится к Нижнеобскому бассейновому округу, водохозяйственный участок реки — Обь от впадения реки Северная Сосьва до города Салехард, речной подбассейн реки — бассейны притоков Оби ниже впадения Северной Сосьвы. Речной бассейн реки — (Нижняя) Обь от впадения Иртыша.